# Centrum, Lublaň (městská čtvrť)
Městská čtvrť Centrum (slovinsky: Četrtna skupnost Center), nebo jednoduše Centrum, je městská čtvrť (mestna četrt) městské občiny Lublaně v centru Lublaně, hlavního města Slovinska. Má rozlohu přibližně 5 kilometrů čtverečních.
Hlavními tepnami okresu jsou Slovinská ulice (Slovenska cesta), Čopova ulice (Čopova ulica), Cankarova ulice (Cankarjeva cesta), Wolfova ulice (Wolfova ulica), Trubarova ulice (Trubarjeva cesta) a Miklošičova ulice (Miklošičeva cesta). Hlavními náměstími jsou Kongresové náměstí (Kongresni trg), Chorvatské náměstí (Hrvatski trg), Náměstí osvobozenecké fronty (Trg Osvobodilne fronte), Prešerenovo náměstí (Prešernov trg), Náměstí Republiky (Trg republike) a Slovinské náměstí (Slovenski trg).